# Paul de Cadush
Paul, François, Eustache, marquis de Cadush, était un membre influent de l'Assemblée coloniale de Saint-Domingue au moment de la Révolution française.

## Biographie
Il possédait à Saint Domingue la moitié d'une sucrerie de 331 hectares, dont l'autre moitié appartenait à Jean Barré de Saint-Venant, père de Adhémar Barré de Saint-Venant. Il a été élu président de l'assemblée coloniale de Saint Marc, qui regroupe 85 colons. Puis, il prend la tête des "Léopardins", groupe de colons blancs qui s'embarquent sur le bateau "Le Léopard", à destination de la métropole et de Paris pour y faire valoir les intérêts des colons de Saint-Domingue lors de la Révolution française.
Le 24 août 1791, c'est sous son impulsion que l'assemblée coloniale dépêche un émissaire à la Jamaïque, et bloque parallèlement les bateaux à destination de la France, ayant fait le choix de demander en priorité de l'aide à l'Angleterre, jugée moins incertaine que la Métropole.
À la fin de septembre 1791, il fait appel aux colons et militaires anglais de la Jamaïque pour lutter contre les esclaves de la partie nord de Saint Domingue, puis devient l'un des piliers du clan qui « gravite autour du major Adam Williamson, commandant en chef des parties de Saint-Domingue soumises » par les Anglais. Ensuite, il offre à l'Angleterre de prendre Saint-Domingue, ce qui débouchera en 1794 sur la signature du Traité de Whitehall. Paul de Cadush est ensuite parti en Jamaïque, comme d'autres planteurs de Saint-Domingue.